# Copella nattereri
A Copella nattereri a sugarasúszójú halak (Actinopterygii) osztályának pontylazacalakúak (Characiformes) rendjébe, ezen belül a Lebiasinidae családjába tartozó faj.

## Előfordulása
A Copella nattereri a dél-amerikai Amazonas és Rio Negro folyók alsó szakaszainál, valamint az Orinoco folyó felső szakaszánál található meg.

## Megjelenése
Legfeljebb 4,5 centiméter hosszú.

## Életmódja
A Copella nattereri trópusi, édesvízi halfaj.

## Tartása
Ez a pontylazac kedvelt akváriumi hal. Akváriumban: 23-27 °C-ot igényel, pH: 5,8-7,5 keménység: ?-25NK°.